# Dypsis montana
Dypsis montana – gatunek palmy z rzędu arekowców (Arecales). Występuje endemicznie na Madagaskarze, w prowincji Antsiranana. Można go spotkać między innymi w rezerwacie ścisłym Tsaratanana. Znane są tylko 2-5 jego naturalne stanowiska.
Rośnie w bioklimacie średniowilgotnym, jak i górskim. Występuje na wysokości do 1500–2000 m n.p.m.